# Diócesis de Tehuantepec
La diócesis de Tehuantepec (en latín: Dioecesis Tehuantepecensis) es una circunscripción eclesiástica de la Iglesia católica en México. Se trata de una diócesis latina, sufragánea de la arquidiócesis de Antequera. Desde el 26 de julio de 2018 su obispo es Crispín Ojeda Márquez.

## Territorio y organización
La diócesis tiene 25 000 km² y extiende su jurisdicción sobre los fieles católicos de rito latino residentes en parte del estado de Oaxaca.
La sede de la diócesis se encuentra en la ciudad de Santo Domingo Tehuantepec, en donde se halla la Catedral de Santo Domingo.
En 2020 en la diócesis existían 37 parroquias agrupadas en 7 decanatos.

## Historia
La diócesis fue erigida el 23 de junio de 1891 con la bula Illud in primis del papa León XIII, obteniendo el territorio de la diócesis de Veracruz o Xalapa (hoy arquidiócesis de Xalapa) y de la arquidiócesis de Antequera, de la que originalmente era sufragánea. El 17 de febrero de 1897, en virtud del decreto Sanctissimo Domino de la Sagrada Congregación Consistorial, se amplió con otra porción de territorio separada de la arquidiócesis de Antequera.
El 29 de junio de 1951 pasó a formar parte de la provincia eclesiástica de la arquidiócesis de Veracruz (hoy arquidiócesis de Xalapa).
El 23 de mayo de 1959 cedió una parte de su territorio para la erección de la diócesis de San Andrés Tuxtla mediante la bula Quibus christiani del papa Juan XXIII.
El 13 de febrero de 1960 volvió a ser sufragánea de la arquidiócesis de Antequera en virtud de la bula Christi exemplum del papa Juan XXIII.
El 21 de diciembre de 1964 cedió otra porción de su territorio para la erección de la prelatura territorial de Mixes mediante la bula Sunt in Ecclesia del papa Pablo VI.

## Estadísticas
Según el Anuario Pontificio 2021 la diócesis tenía a fines de 2020 un total de 654 400 fieles bautizados.
| Año                                                                             | Población            | Población | Población      | Sacerdotes | Sacerdotes    | Sacerdotes    | Bautizados por sacerdote | Diáconos permanentes | Religiosos | Religiosos | Parroquias |
| Año                                                                             | Bautizados católicos | Total     | % de católicos | Total      | Clero secular | Clero regular | Bautizados por sacerdote | Diáconos permanentes | Varones    | Mujeres    | Parroquias |
| ------------------------------------------------------------------------------- | -------------------- | --------- | -------------- | ---------- | ------------- | ------------- | ------------------------ | -------------------- | ---------- | ---------- | ---------- |
| 1950                                                                            | 500 000              | 520 000   | 96.2           | 20         | 20            |               | 25 000                   |                      |            | 27         | 32         |
| 1966                                                                            | 300 000              | 320 533   | 93.6           | 28         | 18            | 10            | 10 714                   |                      | 10         | 85         | 21         |
| 1968                                                                            | 245 000              | 255 600   | 95.9           | 33         | 22            | 11            | 7424                     |                      | 11         | 85         | 17         |
| 1976                                                                            | 263 500              | 310 000   | 85.0           | 35         | 24            | 11            | 7528                     | 1                    | 13         | 111        | 22         |
| 1980                                                                            | 361 000              | 424 000   | 85.1           | 50         | 40            | 10            | 7220                     |                      | 14         | 132        | 28         |
| 1990                                                                            | 1 195 000            | 1 406 000 | 85.0           | 46         | 38            | 8             | 25 978                   |                      | 12         | 114        | 32         |
| 1999                                                                            | 1 124 794            | 1 425 694 | 78.9           | 58         | 50            | 8             | 19 393                   |                      | 13         | 107        | 31         |
| 2000                                                                            | 1 135 602            | 1 441 502 | 78.8           | 67         | 59            | 8             | 16 949                   |                      | 12         | 120        | 33         |
| 2001                                                                            | 1 135 602            | 1 441 502 | 78.8           | 75         | 67            | 8             | 15 141                   |                      | 12         | 120        | 33         |
| 2002                                                                            | 1 145 000            | 1 452 000 | 78.9           | 61         | 53            | 8             | 18 770                   |                      | 9          | 122        | 33         |
| 2003                                                                            | 1 250 000            | 1 550 000 | 80.6           | 73         | 66            | 7             | 17 123                   |                      | 8          | 127        | 35         |
| 2004                                                                            | 1 320 000            | 1 625 000 | 81.2           | 76         | 69            | 7             | 17 368                   |                      | 8          | 122        | 38         |
| 2010                                                                            | 1 355 000            | 1 678 000 | 80.8           | 62         | 55            | 7             | 21 854                   |                      | 11         | 78         | 49         |
| 2014                                                                            | 1 404 000            | 1 740 000 | 80.7           | 59         | 51            | 8             | 23 796                   |                      | 11         | 85         | 47         |
| 2017                                                                            | 761 810              | 780 182   | 97.6           | 63         | 50            | 13            | 12 092                   |                      | 15         | 85         | 47         |
| 2020                                                                            | 654 400              | 786 000   | 83.3           | 65         | 52            | 13            | 10 067                   |                      | 13         | 81         | 37         |
| Fuente: Catholic-Hierarchy, que a su vez toma los datos del Anuario Pontificio. |                      |           |                |            |               |               |                          |                      |            |            |            |

## Episcopologio
| Número | Nombre                               | Inicio                       | Término                                                                 |
| ------ | ------------------------------------ | ---------------------------- | ----------------------------------------------------------------------- |
| I      | José Mora y del Río                  | 19 de enero de 1893          | 23 de noviembre de 1901 nombrado obispo de Tulancingo                   |
| II     | Carlos de Jesús Mejía y Laguna, C.M. | 13 de octubre de 1902        | 2 de septiembre de 1907 renunció                                        |
| III    | Ignacio Placencia y Moreira          | 21 de septiembre de 1907     | 27 de octubre de 1922 nombrado arzobispo a título personal de Zacatecas |
| IV     | Jenaro Méndez y del Río              | 16 de marzo de 1923          | 17 de marzo de 1933 nombrado obispo de Huajuapan de León                |
| V      | Jesús Villareal y Fierro             | 12 de septiembre de 1933     | 23 de mayo de 1959 nombrado obispo de San Andrés Tuxtla                 |
| VI     | José de Jesús Clemens Alba Palacios  | 8 de agosto de 1959          | 6 de septiembre de 1970 nombrado obispo auxiliar de Antequera           |
| VII    | Arturo Lona Reyes                    | 4 de mayo de 1971            | 25 de noviembre de 2000 retirado                                        |
| VIII   | Felipe Padilla Cardona               | 25 de noviembre de 2000      | 1 de octubre de 2009 nombrado obispo de Ciudad Obregón                  |
| IX     | Óscar Armando Campos Contreras       | 2 de febrero de 2010         | 24 de septiembre de 2017 nombrado obispo de Ciudad Guzmán               |
| X      | Crispín Ojeda Márquez                | Desde el 26 de julio de 2018 |                                                                         |